# Дубниця (річка)
Дубниця — річка в Україні, в Корецькому районі Рівненської області. Ліва притока Корчика (басейн Дніпра).

## Опис
Довжина річки приблизно 13,5 км.

## Розташування
Бере початок на півночі від Новинів. Тече переважно на південний схід через Головницю і в Корці впадає у річку Корчик, ліву притоку Случі.